# Limnoscelis
Genre
Limnoscelis est un genre fossile de grands amphibiens cotylosauriens diadectomorphes ressemblant à des « reptiles ». Il a vécu au Permien inférieur (il y a environ 280 millions d’années) de l'Amérique du Nord.

## Description
Sa longueur totale est de l'ordre de 1,20 mètre et son poids de l'ordre de 4,5 kg.
Contrairement aux autres diadectomorphes, Limnoscelis semble avoir été carnivore. Bien que son squelette post-crânien soit très similaire à celui des premiers reptiles à gros corps comme les pélycosaures et les Pareiasauridae, ses doigts manquaient de griffes et ses os des chevilles étaient fusionnés comme chez d'autres amphibiens ressemblant à des reptiles. Cela ne leur permettait pas d'utiliser activement leurs pieds en traction, mais plutôt comme des grappins, indiquant que Limnoscelis chassait principalement des proies à mouvement lent.

## Liste d'espèces
Selon Paleobiology Database (9 janvier 2021) :
- Limnoscelis dynatis
- Limnoscelis paludis

## Galerie

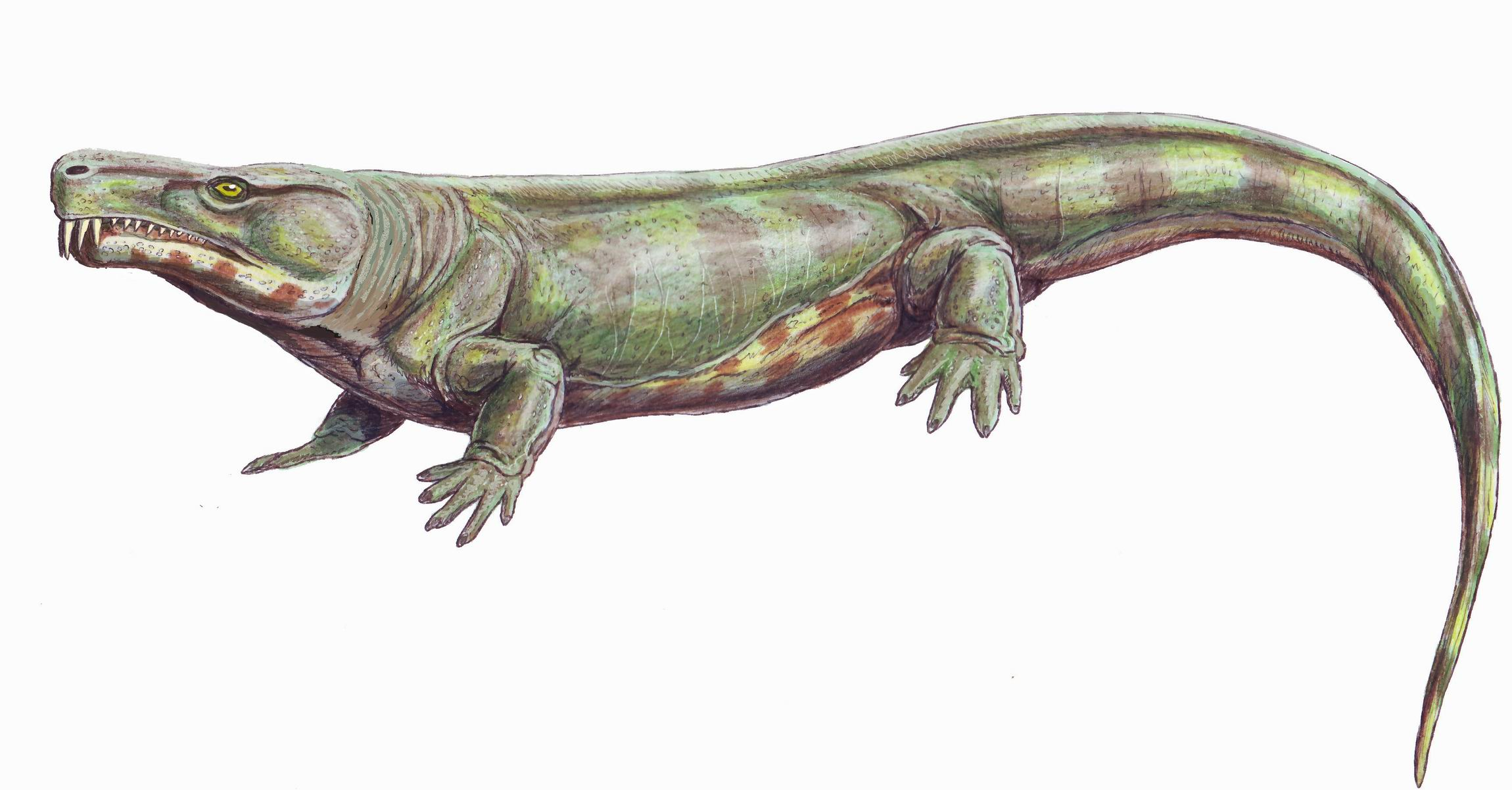
Dessin de Limnoscelis.
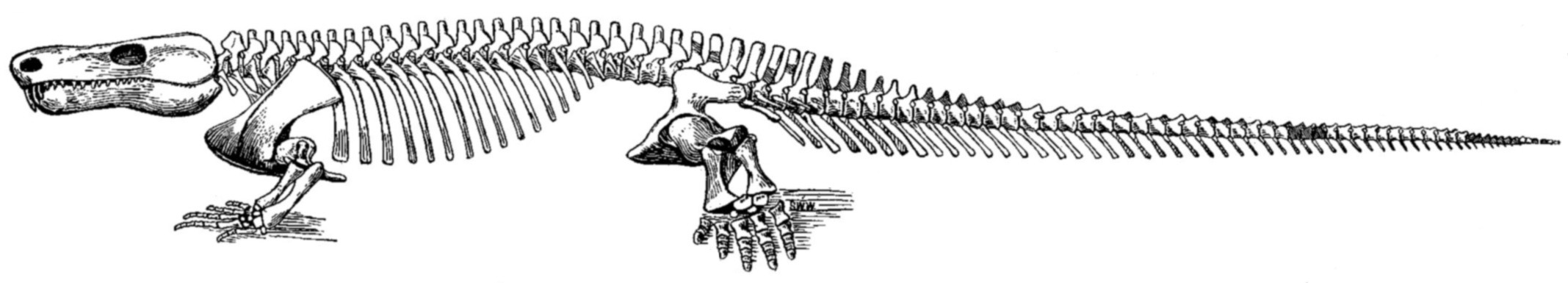
Diagramme du squelette de Limnoscelis.